# 20524 Bustersikes
20524 Bustersikes este un asteroid din centura principală de asteroizi.

## Descriere
20524 Bustersikes este un asteroid din centura principală de asteroizi. A fost descoperit pe 13 septembrie 1999 la Fountain Hills (Arizona) de Charles W. Juels. Asteroidul prezintă o orbită caracterizată de o semiaxă mare de 2,78 ua, o excentricitate de 0,16 și o înclinație de 8,4° în raport cu ecliptica.